# Hofanlage Schlüter Straße 85
Die Hofanlage Schlüter Straße 85 in Berne-Lauenburg an der Ollen stammt aus dem 19. Jahrhundert.
Aktuell (2023) wird sie landwirtschaftlich genutzt.
Die Gebäude stehen unter Denkmalschutz (siehe auch Liste der Baudenkmale in Berne).

## Beschreibung
Die einheitliche Hofanlage als Dreiseitanlage auf großem Grundstück mit markantem alten Baumbestand besteht aus:
- dem eingeschossigen massiven verputzten Wohngebäude von um 1885 in Kreuzform mit vier Giebeln als Variante des Typus „Oldenburger Hundehütte“ auf einem Keller mit Drempel, segmentbogigen und überwiegend rundbogigen Öffnungen, geschossteilendem Gesims sowie in den Giebeln Fensterrahmungen und Brüstungsfelder,[2]
- der linken eingeschossigen massiven verputzten Gulfscheune von um 1885 mit Satteldach, Putzgliederung und ansteigendem Treppenfries auf stilisierten Konsolen am Giebel sowie Reliefinschrift zwischen zwei Tondi (Rundreliefs),[3]
- dem eingeschossigen verputzten langen Stall von um 1885 mit Krüppelwalmdach, drei Toren und Dachhaus mit Ladeluke,[4]
- der markanten Einfriedung an der Straße von 1906 (Inschrift) mit Eisengitter und Toranlage aus vier verputzten Pfosten in Jugendstilformen, die mittleren mit sitzenden Löwen, die seitlichen mit Kugeln,[5]
- sowie weiteren nicht denkmalgeschützten neueren Nebenanlagen u. a. für die Pferdezucht.

Die Villa auf einem großen Grundstück an der Unteren Ollen und gehört zu einer Gruppe von Villen (Wohnhäuser Nr. 89, Nr. 91 und Nr. 95).
Das Landesdenkmalamt befand: „… geschichtliche Bedeutung … als einheitliche Hofanlage der Zeit um 1885 …“